# Fontaine-Lavaganne
Fontaine-Lavaganne település Franciaországban, Oise megyében. Lakosainak száma 503 fő (2022. január 1.). Fontaine-Lavaganne Gaudechart, Marseille-en-Beauvaisis, Rothois, Roy-Boissy és Saint-Maur községekkel határos.

## Népesség
A település népességének változása:
| Lakosok száma | 493  | 498  | 507  | 507  | 509  | 505  | 504  | 504  | 503  |
|               | 2013 | 2015 | 2016 | 2017 | 2018 | 2019 | 2020 | 2021 | 2022 |